# Cingula stewardsoni
Cingula stewardsoni is een slakkensoort uit de familie van de Rissoidae. De wetenschappelijke naam van de soort is voor het eerst geldig gepubliceerd in 1909 door Vanatta.